# Le Cheylas
Le Cheylas ist eine französische Gemeinde mit 2.372 Einwohnern (Stand: 1. Januar 2022) im Département Isère in der Region Auvergne-Rhône-Alpes; sie gehört zum Arrondissement Grenoble und zum Kanton Haut-Grésivaudan. Die Einwohner werden Cheylasien(ne)s genannt.

## Geografie
Le Cheylas ist eine Gemeinde im Tal des Grésivaudan. Der Fluss Isère bildet die westliche Gemeindegrenze. Umgeben wird Le Cheylas von den Nachbargemeinden Pontcharra im Norden, Crêts en Belledonne im Osten und Südosten, Goncelin im Süden und Südwesten, Saint-Vincent-de-Mercuze im Westen sowie Sainte-Marie-d’Alloix im Nordwesten.

## Bevölkerungsentwicklung
| Jahr                       | 1962 | 1968 | 1975 | 1982 | 1990 | 1999 | 2006 | 2011 | 2018 |
| Einwohner                  | 941  | 1110 | 1173 | 1311 | 1567 | 2118 | 2565 | 2680 | 2555 |
| Quellen: Cassini und INSEE |      |      |      |      |      |      |      |      |      |

## Sehenswürdigkeiten

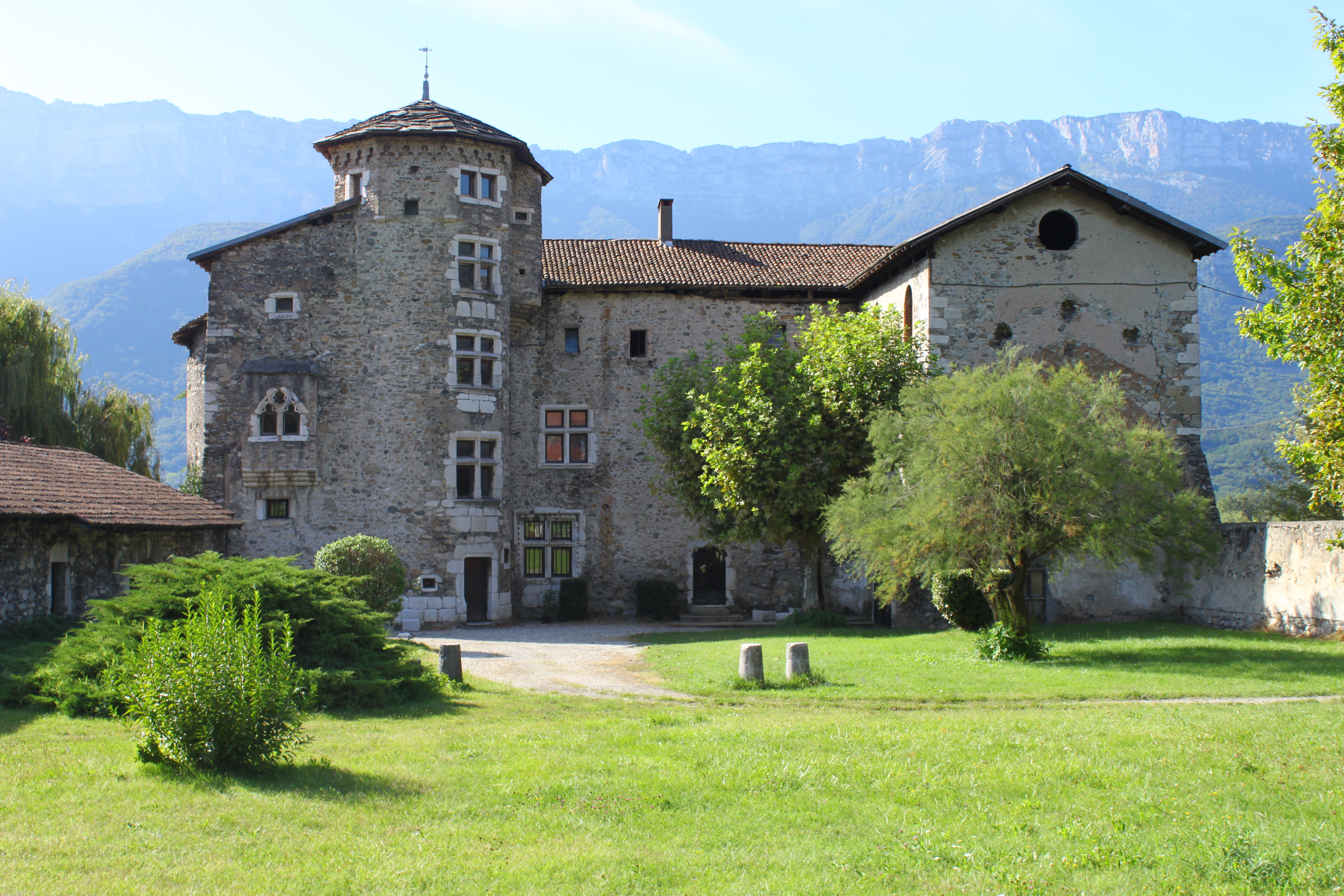
Herrenhaus von La Tour

- Herrenhaus von La Tour, 1475 errichtet, seit 1951 Monument historique

## Persönlichkeiten
- Guigues Guiffrey (1497–1545), Ritter, Gouverneur von Turin während der französischen Besatzung, Feldherr

## Gemeindepartnerschaft
Mit der italienischen Gemeinde Pavarolo in der Provinz Turin (Piémont) besteht seit 1995 eine Partnerschaft.